# Nobuhisa Urata
Nobuhisa Urata (浦田 延尚 Urata Nobuhisa?), född 13 september 1989 i Tokyo prefektur, är en japansk fotbollsspelare.
Urata började sin karriär 2008 i Yokohama F. Marinos. 2011 flyttade han till Sagan Tosu. 2012 flyttade han till Ehime FC. Han spelade 201 ligamatcher för klubben. 2018 flyttade han till Matsumoto Yamaga FC.